# Amalia Ercoli-Finzi
Amalia Ercoli-Finzi (Gallarate, 20 de abril de 1937) es una docente, ingeniera y astrofísica italiana. Es una de las más altas expertas internacionales en ingeniería aeroespacial, consultora científica de la NASA, de ASI y ESA e investigadora principal responsable del instrumento SD2 en la sonda espacial Rosetta.
Es la primera mujer en Italia graduada en el Politécnico de Milán en ingeniería aeroespacial.

## Actividad e investigación
Autora de más de 150 publicaciones científicas y comunicaciones en congresos nacionales e internacionales, fue directora del Departamento de Ingeniería Aeroespacial del Politécnico de Milán, y profesora de mecánica orbital. Fue, durante algunos años, miembro de la Junta de Directores del Museo Nacional de la Ciencia y la Tecnología Leonardo da Vinci, así como miembro experto del Human Spaceflights Vision Group (HSVG) de la ESA para la programación de vuelos espaciales tripulados.

## Vida personal
Se casó con Filiberto Finzi, hijo del matemático e ingeniero Bruno Finzi, con quien tuvo cinco hijos.